# Clasificación de FIBA Américas para la Copa Mundial de Baloncesto de 2019
La clasificación de FIBA Américas para la Copa Mundial de Baloncesto de 2019 fue el primer torneo que determinó los clasificados por parte del continente americano a la Copa Mundial que se disputará en China. La competición comenzó en noviembre de 2017 y culminó en febrero de 2019.
FIBA Américas cuenta con siete cupos para el mundial, los cuales serán disputados por 16 equipos que han clasificado a la «división A» durante 2016. El resto de los equipos pertenecientes al organismo disputarán el Torneo Preclasificatorio para la FIBA AmeriCup 2021.

## Equipos participantes
De las 44 asociaciones afiliadas a FIBA Américas, solo 16 están en condiciones de disputar la clasificación a la Copa Mundial. Estas han accedido a dicho privilegio mediante los distintos torneos continentales disputados en 2016 y son denominadas como las selecciones en la División A. El resto de las asociaciones, denominadas de la División B, disputarán el acceso a dicho privilegio para el próximo proceso clasificatorio.
Los cinco mejores equipos del Centrobasket 2016 y el Campeonato Sudamericano 2016 obtuvieron su cupo, además de Canadá y Estados Unidos. La FIBA Américas tenía previsto organizar un torneo preclasificatorio en julio de 2017 para completar los cuatro cupos restantes. Sin embargo, dicho torneo se canceló, y se invitaron a los equipos clasificados sexto y séptimo en el Centrobasket y el Campeonato Sudamericano.
Norteamérica
- Canadá
- Estados Unidos

Centroamérica
- Bahamas
- Cuba
- México
- República Dominicana
- Panamá
- Puerto Rico
- Islas Vírgenes Estadounidenses

Sudamérica
- Argentina
- Brasil
- Chile
- Colombia
- Paraguay
- Venezuela
- Uruguay

## Modo de disputa
Los 16 equipos participantes se dividen en cuatro grupos (A, B, C y D) de cuatro equipos cada uno. Dentro de su grupo los equipos se enfrentan dos veces, una como local y otra como visitante, en fechas estipuladas por la FIBA llamadas «ventanas». Cada ventana tiene un partido como local y un partido como visitante para cada seleccionado.
Los peores equipos de cada grupo deben revalidar su posición en la División A ante cuatro equipos de la División B en el Torneo Preclasificatorio para la FIBA AmeriCup 2021.
Los mejores tres equipos de cada grupo avanzan de fase y se los reordena en dos grupos (E y F) de seis equipos. En estos nuevos grupos juegan contra los tres rivales a los que no se han enfrentado previamente en tres ventanas más. Los tres mejores de cada grupo y el mejor cuarto acceden a la Copa Mundial de la FIBA. Los cinco equipos eliminados mantienen su condición de selección de División A.

### Calendario
Como han determinado desde FIBA, el nuevo torneo se disputa mediante «ventanas» en las cuales los seleccionados se enfrentan entre ellos y las competencias domésticas no se disputan, con el fin que los diferentes participantes puedan contar con todos los jugadores que deseen.
Ventanas
| - 20 al 28 de noviembre de 2017 - 19 al 27 de febrero de 2018 - 25 de junio al 3 de julio de 2018 | - 30 de agosto al 18 de septiembre de 2018 - 26 de noviembre al 4 de diciembre de 2018 - 18 al 28 de febrero de 2019 |

### Sorteo
Los 16 participantes se dividieron según su posición en la clasificación de FIBA y según criterios geográficos. Se armaron 8 bombos con dos equipos cada uno. El sorteo fue el 7 de mayo.
| Bombo 1 - Argentina - Venezuela | Bombo 2 - Estados Unidos - Canadá | Bombo 3 - Uruguay - Colombia | Bombo 4 - Puerto Rico - República Dominicana |

| Bombo 5 - Panamá - Chile | Bombo 6 - México - Islas Vírgenes Estadounidenses | Bombo 7 - Paraguay - por definir (*) | Bombo 8 - Cuba - Bahamas |

 (*) Brasil está sub-judice, pues debe dinero a FIBA por una plaza como Wild-Card en un Mundial en el pasado. 
Los integrantes de los bombos impares quedan sorteados en los grupos A y B de la clasificación. Los integrantes de los bombos pares quedan sorteados en los grupos C y D de la clasificación. Aparte, se sortea el orden de los partidos.
| Grupo A 1. Uruguay 2. Argentina 3. Paraguay 4. Panamá | Grupo B 1. Venezuela 2. Chile 3. por definir (*) 4. Colombia | Grupo C 1. México 2. Puerto Rico 3. Estados Unidos 4. Cuba | Grupo D 1. Islas Vírgenes Estadounidenses 2. Canadá 3. Bahamas 4. República Dominicana |

 (*) Brasil está sub-judice, pues debe dinero a FIBA por una plaza como Wild-Card en un Mundial en el pasado. 

## Primera fase

### Grupo A
| Pos | Equipo    | PJ | PG | PP | PF  | PC  | Dif  | Pts | Notas                     |
| --- | --------- | -- | -- | -- | --- | --- | ---- | --- | ------------------------- |
| 1   | Argentina | 6  | 5  | 1  | 519 | 391 | 128  | 11  | Acceso a la segunda ronda |
| 2   | Uruguay   | 6  | 4  | 2  | 432 | 442 | -10  | 10  | Acceso a la segunda ronda |
| 3   | Panamá    | 6  | 3  | 3  | 436 | 445 | -9   | 9   | Acceso a la segunda ronda |
| 4   | Paraguay  | 6  | 0  | 6  | 351 | 460 | -109 | 6   |                           |

Primera ventana
| 23 de noviembre de 2017 | Uruguay                                               | 86–73                                 | Panamá                                              | Montevideo                                                                              |  |
| 20:00 (UTC-3)           | Parciales: 17–24, 24–22, 31–12, 14–15                 | Parciales: 17–24, 24–22, 31–12, 14–15 | Parciales: 17–24, 24–22, 31–12, 14–15               |                                                                                         |  |
|                         | Estadísticas E. Batista 21 E. Batista 10 G. Barrera 8 | Reporte Pts Reb Asts                  | Estadísticas 13 J. Lloreda 7 T. Bishop Jr 4 J. Levy | Pabellón: Palacio Peñarol Árbitros: Guilherme Locatelli Daniel García Felipe Valenzuela |  |

| 23 de noviembre de 2017 | Argentina                                       | 96–63                                 | Paraguay                                           | La Rioja                                                                            |  |
| 21:15 (UTC-3)           | Parciales: 26–16, 18–13, 32–15, 20–19           | Parciales: 26–16, 18–13, 32–15, 20–19 | Parciales: 26–16, 18–13, 32–15, 20–19              |                                                                                     |  |
|                         | Estadísticas L. Scola 22 L. Scola 11 L. Scola 6 | Reporte Pts Reb Asts                  | Estadísticas 14 G. Peralta 5 D. Bareiro 3 A. López | Pabellón: Superdomo de La Rioja Árbitros: Marcos Benito Felipe Ibarra Andreia Silva |  |

| 26 de noviembre de 2017 | Panamá                                                  | 59–68                                 | Argentina                                               | Panamá                                                                                   |  |
| 16:00 (UTC-5)           | Parciales: 15–15, 14–17, 15–20, 15–16                   | Parciales: 15–15, 14–17, 15–20, 15–16 | Parciales: 15–15, 14–17, 15–20, 15–16                   |                                                                                          |  |
|                         | Estadísticas T. Bishop Jr 15 T. Bishop Jr 13 M. Hicks 4 | Reporte Pts Reb Asts                  | Estadísticas 19 N. Laprovittola 15 G. Deck 4 N. Aguirre | Pabellón: Arena Roberto Durán Árbitros: Michael Weiland Krishna Domínguez Matthew Kallio |  |

| 26 de noviembre de 2017 | Uruguay                                            | 67–49                                | Paraguay                                             | Montevideo                                                                       |  |
| 20:30 (UTC-3)           | Parciales: 13–15, 16–11, 17–14, 21–9               | Parciales: 13–15, 16–11, 17–14, 21–9 | Parciales: 13–15, 16–11, 17–14, 21–9                 |                                                                                  |  |
|                         | Estadísticas L. Parodi 17 M. Calfani 12 S. Vidal 5 | Reporte Pts Reb Asts                 | Estadísticas 19 B. Zanotti 7 A. López 4 L. Ljubetich | Pabellón: Palacio Peñarol Árbitros: Roberto Oliveros Fabiano Huber Rodrigo Mejía |  |

Segunda ventana
| 23 de febrero de 2018 | Argentina                                             | 83–88                                 | Uruguay                                               | Olavarría                                                                                      |  |
| 21:00 (UTC-3)         | Parciales: 27–16, 15–20, 20–25, 21–27                 | Parciales: 27–16, 15–20, 20–25, 21–27 | Parciales: 27–16, 15–20, 20–25, 21–27                 |                                                                                                |  |
|                       | Estadísticas L. Scola 23 L. Scola 9 N. Laprovittola 9 | Reporte Pts Reb Asts                  | Estadísticas 25 B. Fitipaldo 8 E. Batista 6 L. Parodi | Pabellón: Parque Carlos Guerrero Árbitros: Guilherme Locatelli Krishna Domínguez Fabiano Huber |  |

| 23 de febrero de 2018 | Panamá                                               | 82–62                                 | Paraguay                                            | Panamá                                                                                      |  |
| 20:15 (UTC-5)         | Parciales: 23–14, 13–13, 16–22, 30–13                | Parciales: 23–14, 13–13, 16–22, 30–13 | Parciales: 23–14, 13–13, 16–22, 30–13               |                                                                                             |  |
|                       | Estadísticas M. Hicks 20 A. Mitchell 9 T. Gaskins 11 | Reporte Pts Reb Asts                  | Estadísticas 17 G. Araujo 10 G. Araujo 3 E. Riveros | Pabellón: Arena Roberto Durán Árbitros: Marcos Benito Felipe Ibarra Rodrigo León Mejía Mesa |  |

| 26 de febrero de 2018 | Paraguay                                             | 61–83                                 | Argentina                                               | Olavarría                                                                                |  |
| 21:00 (UTC-3)         | Parciales: 19–25, 14–15, 13–26, 15–17                | Parciales: 19–25, 14–15, 13–26, 15–17 | Parciales: 19–25, 14–15, 13–26, 15–17                   |                                                                                          |  |
|                       | Estadísticas B. Zanotti 17 A. López 6 L. Ljubetich 3 | Reporte Pts Reb Asts                  | Estadísticas 14 L. Redivo 10 M. Delía 5 N. Laprovittola | Pabellón: Parque Carlos Guerrero Árbitros: Roberto Oliveros Daniel García Carlos Peralta |  |

| 26 de febrero de 2018 | Panamá                                              | 86–75                                 | Uruguay                                               | Panamá                                                                                  |  |
| 20:45 (UTC-5)         | Parciales: 23–25, 21–10, 23–12, 19–28               | Parciales: 23–25, 21–10, 23–12, 19–28 | Parciales: 23–25, 21–10, 23–12, 19–28                 |                                                                                         |  |
|                       | Estadísticas T. Gaskins 19 J. Carter 8 T. Gaskins 9 | Reporte Pts Reb Asts                  | Estadísticas 22 E. Batista 18 E. Batista 3 G. Barrera | Pabellón: Arena Roberto Durán Árbitros: Cristiano Maranho Andreia Silva Michael Weiland |  |

Tercera ventana
| 28 de junio de 2018 | Argentina                                           | 87–62                                 | Panamá                                              | San Juan                                                                                            |  |
| 21:00 (UTC-3)       | Parciales: 19–14, 19–13, 24–18, 25–17               | Parciales: 19–14, 19–13, 24–18, 25–17 | Parciales: 19–14, 19–13, 24–18, 25–17               | |  |
|                     | Estadísticas P. Garino 20 M. Delia 9 F. Campazzo 12 | Reporte Pts Reb Asts                  | Estadísticas 19 T. Gaskins 9 J. Carter 2 T. Gaskins | Pabellón: Estadio Aldo Cantoni Árbitros: Cristiano Maranho Rodrigo León Mejía Mesa Sebastián Negron |  |

| 28 de junio de 2018 | Paraguay                                         | 49–58                                | Uruguay                                                            | Asunción                                                                                  |  |
| 21:30 (UTC-4)       | Parciales: 17–17, 11–18, 14–12, 7–11             | Parciales: 17–17, 11–18, 14–12, 7–11 | Parciales: 17–17, 11–18, 14–12, 7–11                               |                                                                                           |  |
|                     | Estadísticas G. Peralta 17 G. Peralta 9 Varios 1 | Reporte Pts Reb Asts                 | Estadísticas 13 B. Fitipaldo 7 S. Vidal 3 B. Fitipaldo y L. Parodi | Pabellón: Estadio Deportivo San José Árbitros: Marcos Benito José Melgarejo Andreia Silva |  |

| 1 de julio de 2018 | Uruguay                                           | 58–102                               | Argentina                                          | Montevideo                                                                                         |  |
| 20:00 (UTC-3)      | Parciales: 14–33, 16–25, 21–22, 7–22              | Parciales: 14–33, 16–25, 21–22, 7–22 | Parciales: 14–33, 16–25, 21–22, 7–22               | |  |
|                    | Estadísticas L. Parodi 19 H. Passos 9 L. Parodi 4 | Reporte Pts Reb Asts                 | Estadísticas 29 L. Scola 11 L. Scola 7 F. Campazzo | Pabellón: Palacio Peñarol Árbitros: Guilherme Locatelli Fernando Serpa de Oliviera Michael Weiland |  |

| 1 de julio de 2018 | Paraguay                                             | 67–74                                 | Panamá                                             | Asunción                                                                                          |  |
| 21:15 (UTC-4)      | Parciales: 20–19, 12–17, 20–15, 15–23                | Parciales: 20–19, 12–17, 20–15, 15–23 | Parciales: 20–19, 12–17, 20–15, 15–23              |                                                                                                   |  |
|                    | Estadísticas G. Peralta 17 G. Araujo 7 C. Vallejos 6 | Reporte Pts Reb Asts                  | Estadísticas 13 M. Hicks 8 J. Carter 5 A. Mitchell | Pabellón: Estadio Deportivo San José Árbitros: Roberto Vázquez Roberto Oliveros Américo Rodríguez |  |

### Grupo B
| Pos | Equipo    | PJ | PG | PP | PF  | PC  | Dif | Pts | Notas                     |
| --- | --------- | -- | -- | -- | --- | --- | --- | --- | ------------------------- |
| 1   | Venezuela | 6  | 5  | 1  | 437 | 368 | 69  | 11  | Acceso a la segunda ronda |
| 2   | Brasil    | 6  | 5  | 1  | 479 | 383 | 96  | 11  | Acceso a la segunda ronda |
| 3   | Chile     | 6  | 1  | 5  | 379 | 456 | -77 | 7   | Acceso a la segunda ronda |
| 4   | Colombia  | 6  | 1  | 5  | 393 | 481 | -88 | 7   |                           |

Primera ventana
| 24 de noviembre de 2017 | Chile                                                 | 73–86                                 | Brasil                                               | Osorno                                                                                  |  |
| 21:00 (UTC-3)           | Parciales: 12–15, 16–22, 19–25, 26–24                 | Parciales: 12–15, 16–22, 19–25, 26–24 | Parciales: 12–15, 16–22, 19–25, 26–24                |                                                                                         |  |
|                         | Estadísticas S. Herrera 15 S. Herrera 4 E. Carrasco 3 | Reporte Pts Reb Asts                  | Estadísticas 14 A. Ribeiro 9 A. Varejao 6 R. Fischer | Pabellón: Monumental María Gallardo Árbitros: Jorge Vázquez Andrés Bartel Omar Bermúdez |  |

| 24 de noviembre de 2017 | Venezuela                                                 | 85–71                                 | Colombia                                             | Barquisimeto                                                                                            |  |
| 20:15 (UTC-4)           | Parciales: 18–17, 20–16, 28–23, 19–15                     | Parciales: 18–17, 20–16, 28–23, 19–15 | Parciales: 18–17, 20–16, 28–23, 19–15                | |  |
|                         | Estadísticas N. Colmenares 23 N. Colmenares 9 J. Vargas 7 | Reporte Pts Reb Asts                  | Estadísticas 22 H. Atencia 12 M. Jackson 5 E. Moreno | Pabellón: Domo Bolivariano de Barquisimeto Árbitros: Alejandro Sánchez Juan Fernández Gonzalo Salgueiro |  |

| 27 de noviembre de 2017 | Brasil                                                | 72–60                                | Venezuela                                               | Río de Janeiro                                                                |  |
| 20:30 (UTC-2)           | Parciales: 19–7, 20–13, 19–26, 14–14                  | Parciales: 19–7, 20–13, 19–26, 14–14 | Parciales: 19–7, 20–13, 19–26, 14–14                    |                                                                               |  |
|                         | Estadísticas A. Varejao 16 A. Varejao 12 A. Ribeiro 7 | Reporte Pts Reb Asts                 | Estadísticas 16 E. Mijares 9 N. Colmenares 3 E. Mijares | Pabellón: Arena Carioca 1 Árbitros: Roberto Vázquez Julio Anaya Fabricio Vito |  |

| 27 de noviembre de 2017 | Colombia                                           | 69–74                                 | Chile                                               | Medellín                                                                             |  |
| 20:00 (UTC-5)           | Parciales: 11–21, 13–12, 24–23, 21–18              | Parciales: 11–21, 13–12, 24–23, 21–18 | Parciales: 11–21, 13–12, 24–23, 21–18               |                                                                                      |  |
|                         | Estadísticas H. Atencia 17 E. Moreno 7 E. Moreno 5 | Reporte Pts Reb Asts                  | Estadísticas 20 S. Suárez 11 S. Reyes 7 E. Carrasco | Pabellón: Coliseo Iván de Bedout Árbitros: Leandro Lezcano Jesed Díaz Carlos Peralta |  |

Segunda ventana
| 22 de febrero de 2018 | Brasil                                                | 84–49                               | Colombia                                          | Goiânia                                                                            |  |
| 19:00 (UTC-3)         | Parciales: 21–24, 12–6, 25–15, 26–4                   | Parciales: 21–24, 12–6, 25–15, 26–4 | Parciales: 21–24, 12–6, 25–15, 26–4               |                                                                                    |  |
|                       | Estadísticas L. Barbosa 18 A. Varejao 13 A. Varejao 8 | Reporte Pts Reb Asts                | Estadísticas 16 M. Jackson 5 S. Ortiz 3 E. Moreno | Pabellón: Goiânia Arena Árbitros: Fabricio Vito Gonzalo Salgueiro Leonardo Zalazar |  |

| 22 de febrero de 2018 | Venezuela                                              | 77–56                                 | Chile                                              | Barquisimeto                                                                                          |  |
| 20:15 (UTC-4)         | Parciales: 23–11, 13–16, 23–14, 18–15                  | Parciales: 23–11, 13–16, 23–14, 18–15 | Parciales: 23–11, 13–16, 23–14, 18–15              | |  |
|                       | Estadísticas H. Guillent 14 G. Echenique 7 G. Vargas 7 | Reporte Pts Reb Asts                  | Estadísticas 16 G. Isla 4 J. Fontena 2 E. Marechal | Pabellón: Domo Bolivariano de Barquisimeto Árbitros: Alejandro Sánchez Juan Fernández Leandro Lezcano |  |

| 25 de febrero de 2018 | Brasil                                                   | 83–58                                | Chile                                                | Goiânia                                                                     |  |
| 20:00 (UTC-3)         | Parciales: 15–18, 21–14, 26–18, 21–8                     | Parciales: 15–18, 21–14, 26–18, 21–8 | Parciales: 15–18, 21–14, 26–18, 21–8                 |                                                                             |  |
|                       | Estadísticas L. Silva 15 A. Varejao 10 V. Alves Benite 4 | Reporte Pts Reb Asts                 | Estadísticas 16 S. Suárez 5 J. Fontena 2 E. Marechal | Pabellón: Goiânia Arena Árbitros: Roberto Vázquez Julio Anaya Andrés Bartel |  |

| 25 de febrero de 2018 | Colombia                                                 | 62–73                                | Venezuela                                                 | Medellín                                                                          |  |
| 20:15 (UTC-5)         | Parciales: 17–21, 9–16, 13–14, 23–22                     | Parciales: 17–21, 9–16, 13–14, 23–22 | Parciales: 17–21, 9–16, 13–14, 23–22                      |                                                                                   |  |
|                       | Estadísticas M. Jackson 22 J. Hernández 11 S. Granados 2 | Reporte Pts Reb Asts                 | Estadísticas 13 P. Chourio 15 N. Colmenares 9 H. Guillent | Pabellón: Coliseo Iván de Bedout Árbitros: Jorge Vázquez Omar Bermúdez Jesed Díaz |  |

Tercera ventana
| 29 de junio de 2018 | Venezuela                                                | 72–56                                 | Brasil                                               | Caracas                                                                                             |  |
| 19:00 (UTC-4)       | Parciales: 17–13, 21–11, 17–10, 17–22                    | Parciales: 17–13, 21–11, 17–10, 17–22 | Parciales: 17–13, 21–11, 17–10, 17–22                | |  |
|                     | Estadísticas J. Vargas 16 N. Colmenares 11 H. Guillent 7 | Reporte Pts Reb Asts                  | Estadísticas 16 A. Varejao 10 L. Meindl 5 M. Huertas | Pabellón: Gimnasio José Joaquín Papá Carrillo Árbitros: Fabricio Vito Omar Bermúdez Leandro Lezcano |  |

| 29 de junio de 2018 | Chile                                                         | 67–71                                 | Colombia                                              | Valdivia |  |
| 21:15 (UTC-4)       | Parciales: 15–19, 16–14, 21–21, 15–17                         | Parciales: 15–19, 16–14, 21–21, 15–17 | Parciales: 15–19, 16–14, 21–21, 15–17                 | |  |
|                     | Estadísticas S. Suárez 20 S. Reyes y F. Haase 5 E. Carrasco 6 | Reporte Pts Reb Asts                  | Estadísticas 21 H. Atencia 11 M. Jackson 8 H. Atencia | Pabellón: Coliseo Municipal Antonio Azurmendy Riveros Árbitros: Anthony Jordan Alejandro Sánchez Julio Anaya |  |

| 2 de julio de 2018 | Colombia                                           | 71–98                                 | Brasil                                                           | Medellín                                                                                   |  |
| 16:00 (UTC-5)      | Parciales: 14–21, 20–24, 14–31, 23–22              | Parciales: 14–21, 20–24, 14–31, 23–22 | Parciales: 14–21, 20–24, 14–31, 23–22                            |                                                                                            |  |
|                    | Estadísticas S. Ortiz 14 L. Almanza 5 H. Atencia 4 | Reporte Pts Reb Asts                  | Estadísticas 28 V. Benite 7 S. Machado 3 M. Huertas y A. Varejao | Pabellón: Coliseo Iván de Bedout Árbitros: Jorge Vázquez Steven Anderson Christian Wilmore |  |

| 2 de julio de 2018 | Chile                                          | 51–70                                | Venezuela                                                          | Valdivia                                                                                                   |  |
| 20:30 (UTC-4)      | Parciales: 18–22, 16–21, 5–12, 12–15           | Parciales: 18–22, 16–21, 5–12, 12–15 | Parciales: 18–22, 16–21, 5–12, 12–15                               | |  |
|                    | Estadísticas F. Haase 12 I. Carrion 6 Varios 2 | Reporte Pts Reb Asts                 | Estadísticas 19 G. Echenique 8 G. Vargas y L. Bethelmy 6 G. Vargas | Pabellón: Coliseo Municipal Antonio Azurmendy Riveros Árbitros: Jesed Díaz Krishna Domínguez Andrés Bartel |  |

### Grupo C
| Pos | Equipo         | PJ | PG | PP | PF  | PC  | Dif  | Pts | Notas                     |
| --- | -------------- | -- | -- | -- | --- | --- | ---- | --- | ------------------------- |
| 1   | Estados Unidos | 6  | 5  | 1  | 506 | 396 | 110  | 11  | Acceso a la segunda ronda |
| 2   | Puerto Rico    | 6  | 4  | 2  | 516 | 479 | 37   | 10  | Acceso a la segunda ronda |
| 3   | México         | 6  | 3  | 3  | 439 | 463 | -24  | 9   | Acceso a la segunda ronda |
| 4   | Cuba           | 6  | 0  | 6  | 380 | 503 | -123 | 6   |                           |

Primera ventana
| 23 de noviembre de 2017 | Puerto Rico                                             | 78–85                                 | Estados Unidos                                      | Orlando                                                                   |  |
| 19:30 (UTC-5)           | Parciales: 23–17, 16–21, 19–23, 20–24                   | Parciales: 23–17, 16–21, 19–23, 20–24 | Parciales: 23–17, 16–21, 19–23, 20–24               |                                                                           |  |
|                         | Estadísticas A. Vassallo 16 D. Huertas 5 A. Rodríguez 8 | Reporte Pts Reb Asts                  | Estadísticas 17 J. Warney 11 J. Warney 4 X. Munford | Pabellón: CFE Arena Árbitros: Michael Weiland Julio Anaya Leandro Lezcano |  |

| 23 de noviembre de 2017 | México                                                | 72–66                                 | Cuba                                                             | León                                                                                   |  |
| 21:00 (UTC-6)           | Parciales: 16–17, 16–19, 22–14, 18–16                 | Parciales: 16–17, 16–19, 22–14, 18–16 | Parciales: 16–17, 16–19, 22–14, 18–16                            |                                                                                        |  |
|                         | Estadísticas H. Hernández 23 J. Toscano 11 P. Stoll 8 | Reporte Pts Reb Asts                  | Estadísticas 25 J. Justiz Ferrer 19 J. Justiz Ferrer 6 K. Gúzman | Pabellón: Domo de la Feria Árbitros: Cristiano Maranho Matthew Kallio Roberto Oliveros |  |

| 26 de noviembre de 2017 | Estados Unidos                                | 91–55                                | México                                             | Greensboro                                                                                              |  |
| 17:00 (UTC-5)           | Parciales: 25–12, 15–17, 32–18, 19–8          | Parciales: 25–12, 15–17, 32–18, 19–8 | Parciales: 25–12, 15–17, 32–18, 19–8               | |  |
|                         | Estadísticas T. Wear 14 T. Wear 10 D. Sloan 7 | Reporte Pts Reb Asts                 | Estadísticas 12 M. Ramos 7 H. Hernández 4 P. Stoll | Pabellón: Greensboro Swarm Fieldhouse Árbitros: Guilherme Locatelli Americo Rodríguez Alejandro Sánchez |  |

| 26 de noviembre de 2017 | Cuba                                                             | 72–95                                | Puerto Rico                                        | La Habana                                                                                       |  |
| 20:00 (UTC-5)           | Parciales: 20–32, 9–19, 23–25, 20–19                             | Parciales: 20–32, 9–19, 23–25, 20–19 | Parciales: 20–32, 9–19, 23–25, 20–19               |                                                                                                 |  |
|                         | Estadísticas J. Rivero 23 J. Justiz Ferrer 15 J. Justiz Ferrer 3 | Reporte Pts Reb Asts                 | Estadísticas 15 R. Clemente 6 E. Andújar 4 G. Díaz | Pabellón: Coliseo de la Ciudad Deportiva Árbitros: Marcos Benito Andreia Silva Leonardo Zalazar |  |

Segunda ventana
| 23 de febrero de 2018 | México                                       | 80–100                                | Puerto Rico                                        | Monterrey                                                                                      |  |
| 20:00 (UTC-6)         | Parciales: 15–30, 24–19, 17–20, 24–31        | Parciales: 15–30, 24–19, 17–20, 24–31 | Parciales: 15–30, 24–19, 17–20, 24–31              |                                                                                                |  |
|                       | Estadísticas F. Cruz 32 F. Cruz 7 P. Stoll 6 | Reporte Pts Reb Asts                  | Estadísticas 21 G. Browne 8 G. Browne 6 E. Andujar | Pabellón: Gimnasio Nuevo León Unido Árbitros: Cristiano Maranho Daniel García Roberto Oliveros |  |

| 23 de febrero de 2018 | Estados Unidos                                         | 84–48                                | Cuba                                                      | Santa Cruz                                                                               |  |
| 20:00 (UTC-8)         | Parciales: 21–8, 20–16, 21–12, 22–12                   | Parciales: 21–8, 20–16, 21–12, 22–12 | Parciales: 21–8, 20–16, 21–12, 22–12                      |                                                                                          |  |
|                       | Estadísticas R. Purvis 14 D. Williams 12 D. Williams 6 | Reporte Pts Reb Asts                 | Estadísticas 11 Y. Mensia 10 J. Justiz Ferrer 3 K. Guzmán | Pabellón: Kaiser Permanente Arena Árbitros: Michael Weiland Carlos Peralta Andreia Silva |  |

| 26 de febrero de 2018 | Cuba                                                     | 52–75                               | México                                              | La Habana                                                                                    |  |
| 20:00 (UTC-5)         | Parciales: 12–26, 16–9, 9–15, 15–25                      | Parciales: 12–26, 16–9, 9–15, 15–25 | Parciales: 12–26, 16–9, 9–15, 15–25                 |                                                                                              |  |
|                       | Estadísticas J. Rivero 18 J. Justiz Ferrer 14 O. Oliva 3 | Reporte Pts Reb Asts                | Estadísticas 23 A. Pérez 12 H. Hernández 4 P. Stoll | Pabellón: Coliseo de la Ciudad Deportiva Árbitros: Marcos Benito Fabiano Huber Felipe Ibarra |  |

| 26 de febrero de 2018 | Estados Unidos                                          | 83–75                                 | Puerto Rico                                            | Santa Cruz                                                                                          |  |
| 20:00 (UTC-8)         | Parciales: 20–13, 27–17, 19–22, 17–23                   | Parciales: 20–13, 27–17, 19–22, 17–23 | Parciales: 20–13, 27–17, 19–22, 17–23                  | |  |
|                       | Estadísticas A. Harrison 16 D. Williams 11 L. Drew II 7 | Reporte Pts Reb Asts                  | Estadísticas 23 G. Clavell 7 E. Andújar 5 A. Rodríguez | Pabellón: Kaiser Permanente Arena Árbitros: Guilherme Locatelli Alejandro Sánchez Christian Wilmore |  |

Tercera ventana
| 28 de junio de 2018 | Puerto Rico                                         | 84–80                                 | Cuba                                                          | San Juan                                                                                     |  |
| 20:00 (UTC-4)       | Parciales: 21–18, 14–24, 24–18, 25–20               | Parciales: 21–18, 14–24, 24–18, 25–20 | Parciales: 21–18, 14–24, 24–18, 25–20                         |                                                                                              |  |
|                     | Estadísticas D. Huertas 18 J. Bryan Díaz 9 Varios 3 | Reporte Pts Reb Asts                  | Estadísticas 31 J. Rivero 11 J. Rivero 3 Y. Molina y O. Oliva | Pabellón: Coliseo Roberto Clemente Árbitros: Michael Weiland Christian Wilmore Andrés Bartel |  |

| 28 de junio de 2018 | México                                      | 78–70                                 | Estados Unidos                                      | Ciudad de México                                                                                          |  |
| 20:30 (UTC-5)       | Parciales: 31–10, 14–18, 10–23, 23–19       | Parciales: 31–10, 14–18, 10–23, 23–19 | Parciales: 31–10, 14–18, 10–23, 23–19               | |  |
|                     | Estadísticas F. Cruz 24 G. Ayón 9 G. Ayón 7 | Reporte Pts Reb Asts                  | Estadísticas 14 M. Thornton 6 K. Jones 5 X. Munford | Pabellón: Gimnasio Olímpico Juan de la Barrera Árbitros: Guilherme Locatelli Matthew Kallio Michael Scott |  |

| 1 de julio de 2018 | Cuba                                              | 62–93                               | Estados Unidos                                     | La Habana                                                                                           |  |
| 16:00 (UTC-4)      | Parciales: 28–24, 9–26, 9–24, 16–19               | Parciales: 28–24, 9–26, 9–24, 16–19 | Parciales: 28–24, 9–26, 9–24, 16–19                | |  |
|                    | Estadísticas K. Guzmán 16 J. Justiz 9 J. Rivero 3 | Reporte Pts Reb Asts                | Estadísticas 16 R. Hearn 5 R. Thomas 4 T. McKinney | Pabellón: Coliseo de la Ciudad Deportiva Árbitros: Cristiano Maranho Fabricio Vito Sebastián Negrón |  |

| 1 de julio de 2018 | Puerto Rico                                      | 84–79                                 | México                                       | San Juan                                                                                        |  |
| 19:00 (UTC-4)      | Parciales: 25–18, 19–21, 18–22, 22–18            | Parciales: 25–18, 19–21, 18–22, 22–18 | Parciales: 25–18, 19–21, 18–22, 22–18        |                                                                                                 |  |
|                    | Estadísticas G. Clavell 17 J. Díaz 8 J. Barea 11 | Reporte Pts Reb Asts                  | Estadísticas 22 F. Cruz 15 G. Ayón 6 G. Ayón | Pabellón: Coliseo Roberto Clemente Árbitros: Marcos Benito Norval Alfanscio Young Andreia Silva |  |

### Grupo D
| Pos | Equipo                         | PJ | PG | PP | PF  | PC  | Dif  | Pts | Notas                     |
| --- | ------------------------------ | -- | -- | -- | --- | --- | ---- | --- | ------------------------- |
| 1   | Canadá                         | 6  | 5  | 1  | 596 | 443 | 153  | 11  | Acceso a la segunda ronda |
| 2   | República Dominicana           | 6  | 4  | 2  | 539 | 493 | 46   | 10  | Acceso a la segunda ronda |
| 3   | Islas Vírgenes Estadounidenses | 6  | 2  | 4  | 509 | 588 | -79  | 8   | Acceso a la segunda ronda |
| 4   | Bahamas                        | 6  | 1  | 5  | 441 | 561 | -120 | 7   |                           |

Primera ventana
| 24 de noviembre de 2017 | República Dominicana                               | 99–89                                 | Islas Vírgenes Estadounidenses                   | Santiago de los Caballeros                                                        |  |
| 20:00 (UTC-4)           | Parciales: 29–27, 20–14, 21–30, 29–18              | Parciales: 29–27, 20–14, 21–30, 29–18 | Parciales: 29–27, 20–14, 21–30, 29–18            |                                                                                   |  |
|                         | Estadísticas E. Camacho 19 E. Camacho 11 E. Báez 7 | Reporte Pts Reb Asts                  | Estadísticas 25 J. Samuel 7 J. Samuel 7 W. Hodge | Pabellón: Arena del Cibao Árbitros: Fabricio Vito José Melgarejo Leonardo Zalazar |  |

| 24 de noviembre de 2017 | Canadá                                            | 93–69                                | Bahamas                                              | Halifax                                                                           |  |
| 20:00 (UTC-4)           | Parciales: 21–11, 24–6, 21–21, 27–31              | Parciales: 21–11, 24–6, 21–21, 27–31 | Parciales: 21–11, 24–6, 21–21, 27–31                 |                                                                                   |  |
|                         | Estadísticas B. Heslip 22 P. Scrubb 7 P. Scrubb 6 | Reporte Pts Reb Asts                 | Estadísticas 15 J. Burrows 7 L. Rose Jr 8 L. Rose Jr | Pabellón: Scotiabank Centre Árbitros: Roberto Vázquez Jesed Díaz Sebastián Negron |  |

| 27 de noviembre de 2017 | República Dominicana                            | 88–76                                 | Canadá                                            | Santiago de los Caballeros                                                    |  |
| 20:00 (UTC-4)           | Parciales: 19–16, 25–14, 18–16, 26–30           | Parciales: 19–16, 25–14, 18–16, 26–30 | Parciales: 19–16, 25–14, 18–16, 26–30             |                                                                               |  |
|                         | Estadísticas R. Mendoza 25 S. Rojas 7 D. Peña 4 | Reporte Pts Reb Asts                  | Estadísticas 22 P. Scrubb 7 T. Scrubb 4 P. Scrubb | Pabellón: Arena del Cibao Árbitros: Marcos Benito Andrés Bartel Daniel García |  |

| 27 de noviembre de 2017 | Bahamas                                               | 85–93                                 | Islas Vírgenes Estadounidenses                  | Nasáu                                                                                    |  |
| 20:00 (UTC-5)           | Parciales: 16–21, 25–25, 22–21, 22–26                 | Parciales: 16–21, 25–25, 22–21, 22–26 | Parciales: 16–21, 25–25, 22–21, 22–26           |                                                                                          |  |
|                         | Estadísticas J. Burrows 18 J. Burrows 8 L. Rose Jr 10 | Reporte Pts Reb Asts                  | Estadísticas 26 J. Samuel 9 L. Smith 7 W. Hodge | Pabellón: Sir Kendal Isaacs Gymnasium Árbitros: Jorge Vázquez Omar Bermúdez Norval Young |  |

Segunda ventana
| 22 de febrero de 2018 | Islas Vírgenes Estadounidenses                     | 89–118                                | Canadá                                        | Nasáu                                                                                  |  |
| 16:30 (UTC-5)         | Parciales: 27–21, 21–32, 22–34, 19–31              | Parciales: 27–21, 21–32, 22–34, 19–31 | Parciales: 27–21, 21–32, 22–34, 19–31         |                                                                                        |  |
|                       | Estadísticas D. Edwin 23 J. Samuel 5 G. Milligan 3 | Reporte Pts Reb Asts                  | Estadísticas 28 M. Ejim 8 M. Ejim 6 D. Pierre | Pabellón: Sir Kendal Isaacs Gymnasium Árbitros: Jorge Vázquez Omar Bermúdez Jesed Díaz |  |

| 22 de febrero de 2018 | Bahamas                                              | 63–96                                 | República Dominicana                           | Nasáu                                                                                     |  |
| 20:00 (UTC-5)         | Parciales: 15–13, 19–22, 19–35, 10–26                | Parciales: 15–13, 19–22, 19–35, 10–26 | Parciales: 15–13, 19–22, 19–35, 10–26          |                                                                                           |  |
|                       | Estadísticas J. Burrows 11 D. Nesbitt 7 J. Burrows 5 | Reporte Pts Reb Asts                  | Estadísticas 19 V. Liz 8 L. Montero 3 R. Ramon | Pabellón: Sir Kendal Isaacs Gymnasium Árbitros: Roberto Vázquez Julio Anaya Andrés Bartel |  |

| 25 de febrero de 2018 | Islas Vírgenes Estadounidenses                 | 85–113                                | República Dominicana                                  | Nasáu                                                                                           |  |
| 16:30 (UTC-5)         | Parciales: 24–27, 16–27, 17–26, 28–33          | Parciales: 24–27, 16–27, 17–26, 28–33 | Parciales: 24–27, 16–27, 17–26, 28–33                 |                                                                                                 |  |
|                       | Estadísticas W. Hodge 19 D. Edwin 8 W. Hodge 8 | Reporte Pts Reb Asts                  | Estadísticas 20 E. Santana 12 L. Montero 7 L. Montero | Pabellón: Sir Kendal Isaacs Gymnasium Árbitros: Fabricio Vito Sebastián Negron Leonardo Zalazar |  |

| 25 de febrero de 2018 | Bahamas                                            | 67–113                               | Canadá                                            | Nasáu                                                                                            |  |
| 20:00 (UTC-5)         | Parciales: 21–25, 8–25, 22–26, 16–37               | Parciales: 21–25, 8–25, 22–26, 16–37 | Parciales: 21–25, 8–25, 22–26, 16–37              |                                                                                                  |  |
|                       | Estadísticas J. Burrows 17 J. Burrows 5 M. Carey 4 | Reporte Pts Reb Asts                 | Estadísticas 19 B. Heslip 8 K. Landry 6 T. Scrubb | Pabellón: Sir Kendal Isaacs Gymnasium Árbitros: Leandro Lezcano José Melgarejo Felipe Valenzuela |  |

Tercera ventana
| 28 de junio de 2018 | Islas Vírgenes Estadounidenses                   | 84–74                                 | Bahamas                                         | San Juan                                                                             |  |
| 17:00 (UTC-4)       | Parciales: 21–18, 19–23, 19–16, 25–17            | Parciales: 21–18, 19–23, 19–16, 25–17 | Parciales: 21–18, 19–23, 19–16, 25–17           |                                                                                      |  |
|                     | Estadísticas W. Hodge 22 N. Claxton 7 W. Hodge 5 | Reporte Pts Reb Asts                  | Estadísticas 23 B. Hield 13 B. Hield 6 B. Hield | Pabellón: Coliseo Roberto Clemente Árbitros: Roberto Vázquez Norval Young Jesed Díaz |  |

| 29 de junio de 2018 | Canadá                                         | 97–61                                | República Dominicana                                              | Toronto                                                                            |  |
| 19:30 (UTC-4)       | Parciales: 25–21, 20–12, 20–21, 32–7           | Parciales: 25–21, 20–12, 20–21, 32–7 | Parciales: 25–21, 20–12, 20–21, 32–7                              |                                                                                    |  |
|                     | Estadísticas Varios 14 K. Olynyk 9 C. Joseph 8 | Reporte Pts Reb Asts                 | Estadísticas 11 R. Mendoza 8 R. Mendoza y E. Camacho 3 R. Mendoza | Pabellón: Ricoh Coliseum Árbitros: Jorge Vázquez Steven Anderson Krishna Domínguez |  |

| 2 de julio de 2018 | Canadá                                          | 99–69                                 | Islas Vírgenes Estadounidenses                           | Ottawa                                                                         |  |
| 13:30 (UTC-4)      | Parciales: 20–16, 26–18, 31–16, 22–19           | Parciales: 20–16, 26–18, 31–16, 22–19 | Parciales: 20–16, 26–18, 31–16, 22–19                    |                                                                                |  |
|                    | Estadísticas K. Olynyk 14 M. Ejim 7 C. Joseph 6 | Reporte Pts Reb Asts                  | Estadísticas 12 C. Williams Jr. 6 N. Claxton 7 A. Rivera | Pabellón: TD Place Arena Árbitros: Fabricio Vito Omar Bermúdez Leandro Lezcano |  |

| 2 de julio de 2018 | República Dominicana                            | 82–83                                 | Bahamas                                                                    | Santo Domingo |  |
| 20:00 (UTC-4)      | Parciales: 14–18, 18–18, 24–25, 26–22           | Parciales: 14–18, 18–18, 24–25, 26–22 | Parciales: 14–18, 18–18, 24–25, 26–22                                      | |  |
|                    | Estadísticas V. Liz 23 E. Camacho 7 G. Solano 3 | Reporte Pts Reb Asts                  | Estadísticas 19 T. Munnings y B. Hield 8 T. Munnings y B. Hield 7 M. Carey | Pabellón: Palacio de los Deportes Virgilio Travieso Soto Árbitros: Anthony Jordan Jorge Luis Cabrera Espinosa Julio Anaya |  |

## Segunda fase
En la segunda fase, los tres mejores equipos de los cuatro grupos se dividen en dos grupos de seis. Todos los resultados de la primera fase de clasificación se transfieren a la segunda fase. Los partidos se juegan en tres ventanas, entre septiembre de 2018 y febrero de 2019. Los tres mejores equipos de cada grupo junto con el cuarto mejor posicionado se clasificarán para la Copa Mundial de Baloncesto FIBA.

### Grupo E
| Pos | Equipo         | PJ | PG | PP | PF   | PC  | Dif | Pts | Notas                                                  |
| --- | -------------- | -- | -- | -- | ---- | --- | --- | --- | ------------------------------------------------------ |
| 1   | Estados Unidos | 12 | 10 | 2  | 1034 | 814 | 220 | 22  | Clasificado para la Copa Mundial de Baloncesto de 2019 |
| 2   | Argentina      | 12 | 9  | 3  | 1037 | 854 | 183 | 21  | Clasificado para la Copa Mundial de Baloncesto de 2019 |
| 3   | Puerto Rico    | 12 | 8  | 4  | 967  | 939 | 28  | 20  | Clasificado para la Copa Mundial de Baloncesto de 2019 |
| 4   | Uruguay        | 12 | 6  | 6  | 824  | 909 | -85 | 18  | Posible mejor cuarto equipo                            |
| 5   | México         | 12 | 5  | 7  | 875  | 903 | -28 | 17  |                                                        |
| 6   | Panamá         | 12 | 4  | 8  | 844  | 930 | -86 | 16  |                                                        |

Primera ventana
| 14 de septiembre de 2018 | Puerto Rico                                            | 82–73                                 | Panamá                                                              | San Juan                                                                                      |  |
| 19:30 (UTC-4)            | Parciales: 20–16, 15–14, 19–19, 28–24                  | Parciales: 20–16, 15–14, 19–19, 28–24 | Parciales: 20–16, 15–14, 19–19, 28–24                               |                                                                                               |  |
|                          | Estadísticas J. J. Barea 18 J. B. Díaz 9 J. J. Barea 7 | Reporte Pts Reb Asts                  | Estadísticas 17 D. Girón 8 T. Bishop Jr 3 T. Bishop Jr y T. Gaskins | Pabellón: Coliseo Roberto Clemente Árbitros: Marcos Benito Michael Weiland Nathaniel Saunders |  |

| 14 de septiembre de 2018 | México                                        | 74–78                                 | Argentina                                                       | Ciudad de México                                                                                         |  |
| 20:30 (UTC-5)            | Parciales: 15–26, 17–14, 22–14, 20–24         | Parciales: 15–26, 17–14, 22–14, 20–24 | Parciales: 15–26, 17–14, 22–14, 20–24                           | |  |
|                          | Estadísticas G. Ayón 18 G. Ayón 12 P. Stoll 6 | Reporte Pts Reb Asts                  | Estadísticas 26 F. Campazzo 9 L. Scola y M. Delía 8 F. Campazzo | Pabellón: Gimnasio Olímpico Juan de la Barrera Árbitros: Guilherme Locatelli Andreia Silva Daniel García |  |

| 14 de septiembre de 2018 | Estados Unidos                                    | 114–57                               | Uruguay                                              | Las Vegas                                                                              |  |
| 19:00 (UTC-7)            | Parciales: 28–8, 28–16, 28–16, 30–17              | Parciales: 28–8, 28–16, 28–16, 30–17 | Parciales: 28–8, 28–16, 28–16, 30–17                 |                                                                                        |  |
|                          | Estadísticas F. Mason 16 H. Ellenson 9 F. Mason 8 | Reporte Pts Reb Asts                 | Estadísticas 11 J. Rodríguez 6 D. García 5 D. García | Pabellón: Cox Pavilion Árbitros: Cristiano Maranho Matthew Leigh Kallio Carlos Peralta |  |

| 17 de septiembre de 2018 | Uruguay                                            | 63–60                                | México                                      | Montevideo                                                                                        |  |
| 19:15 (UTC-3)            | Parciales: 9–19, 20–16, 13–12, 21–13               | Parciales: 9–19, 20–16, 13–12, 21–13 | Parciales: 9–19, 20–16, 13–12, 21–13        |                                                                                                   |  |
|                          | Estadísticas E. Batista 18 H. Passos 9 L. Parodi 5 | Reporte Pts Reb Asts                 | Estadísticas 21 G. Ayón 8 G. Ayón 5 F. Cruz | Pabellón: Palacio Contador Gastón Guelfi Árbitros: Marcos Benito Michael Weiland Sebastián Negrón |  |

| 17 de septiembre de 2018 | Argentina                                                                            | 106–84                                | Puerto Rico                                            | Formosa                                                                                          |  |
| 21:15 (UTC-3)            | Parciales: 20–18, 36–19, 32–21, 18–26                                                | Parciales: 20–18, 36–19, 32–21, 18–26 | Parciales: 20–18, 36–19, 32–21, 18–26                  |                                                                                                  |  |
|                          | Estadísticas G. Deck y N. Laprovittola 21 G. Deck 11 N. Brussino y N. Laprovittola 5 | Reporte Pts Reb Asts                  | Estadísticas 24 J. J. Barea 5 R. Sánchez 5 J. J. Barea | Pabellón: Estadio Cincuentenario Árbitros: Cristiano Maranho Matthew Leigh Kallio Carlos Peralta |  |

| 17 de septiembre de 2018 | Panamá                                                           | 48–78                                | Estados Unidos                                     | Panamá                                                                                            |  |
| 20:00 (UTC-5)            | Parciales: 7–18, 16–18, 15–21, 10–21                             | Parciales: 7–18, 16–18, 15–21, 10–21 | Parciales: 7–18, 16–18, 15–21, 10–21               |                                                                                                   |  |
|                          | Estadísticas J. Carter 16 A. Mitchell 7 A. Mitchell y J. Muñoz 3 | Reporte Pts Reb Asts                 | Estadísticas 12 R. Hearn 11 H. Ellenson 6 D. White | Pabellón: Arena Roberto Durán Árbitros: Guilherme Locatelli Rodrigo León Mejía Mesa Felipe Ibarra |  |

Segunda ventana
| 29 de noviembre de 2018 | Uruguay                                              | 64–62                                 | Puerto Rico                                        | Montevideo                                                                         |  |
| 20:30 (UTC–3)           | Parciales: 15–11, 17–20, 17–11, 15–20                | Parciales: 15–11, 17–20, 17–11, 15–20 | Parciales: 15–11, 17–20, 17–11, 15–20              |                                                                                    |  |
|                         | Estadísticas E. Batista 19 E. Batista 9 G. Barrera 7 | Reporte Pts Reb Asts                  | Estadísticas 36 D. Huertas 8 G. Browne 2 G. Browne | Pabellón: Antel Arena Árbitros: Cristiano Maranho Daniel García Nathaniel Saunders |  |

| 29 de noviembre de 2018 | Argentina                                                    | 80–63                                | Estados Unidos                                   | La Rioja                                                                               |  |
| 21:30 (UTC–3)           | Parciales: 13–16, 22–16, 23–8, 22–23                         | Parciales: 13–16, 22–16, 23–8, 22–23 | Parciales: 13–16, 22–16, 23–8, 22–23             |                                                                                        |  |
|                         | Estadísticas N. Laprovittola 17 L. Scola 9 N. Laprovittola 8 | Reporte Pts Reb Asts                 | Estadísticas 16 T. Trice 12 T. Zeller 4 T. Trice | Pabellón: Superdomo de La Rioja Árbitros: Marcos Benito Michael Weiland Carlos Peralta |  |

| 29 de noviembre de 2018 | Panamá                                                  | 76–65                                 | México                                         | Panamá |  |
| 20:30 (UTC–5)           | Parciales: 21–15, 17–13, 21–26, 17–11                   | Parciales: 21–15, 17–13, 21–26, 17–11 | Parciales: 21–15, 17–13, 21–26, 17–11          | |  |
|                         | Estadísticas J. Carter 18 E. Oglivie 10 T. Bishop Jr. 4 | Reporte Pts Reb Asts                  | Estadísticas 18 A. Pérez 6 A. Pérez 3 A. Pérez | Pabellón: Arena Roberto Durán Árbitros: Andreia Silva Matthew Leigh Kallio Felipe Guillermo Valenzuela Barrera |  |

| 2 de diciembre de 2018 | Panamá                                                          | 70–71                                 | Puerto Rico                                                    | Panamá                                                                               |  |
| 17:00 (UTC–5)          | Parciales: 20–15, 15–13, 16–26, 19–17                           | Parciales: 20–15, 15–13, 16–26, 19–17 | Parciales: 20–15, 15–13, 16–26, 19–17                          |                                                                                      |  |
|                        | Estadísticas M. Hicks 12 A. Mitchell 6 J. Carter y T. Gaskins 6 | Reporte Pts Reb Asts                  | Estadísticas 14 A. Franklin 8 J. Díaz 3 G. Browne y R. Sánchez | Pabellón: Arena Roberto Durán Árbitros: Marcos Benito Michael Weiland Carlos Peralta |  |

| 2 de diciembre de 2018 | Uruguay                                                                      | 70–78                                 | Estados Unidos                                     | Montevideo                                                                                             |  |
| 20:00 (UTC–3)          | Parciales: 17–22, 23–17, 14–11, 16–28                                        | Parciales: 17–22, 23–17, 14–11, 16–28 | Parciales: 17–22, 23–17, 14–11, 16–28              | |  |
|                        | Estadísticas B. Fitipaldo 17 L. Parodi y E. Batista 7 L. Parodi y S. Vidal 5 | Reporte Pts Reb Asts                  | Estadísticas 17 T. Trice 13 E. Moreland 4 T. Trice | Pabellón: Antel Arena Árbitros: Andreia Silva Matthew Leigh Kallio Felipe Guillermo Valenzuela Barrera |  |

| 2 de diciembre de 2018 | Argentina                                         | 85–71                                 | México                                       | La Rioja                                                                                     |  |
| 21:30 (UTC–3)          | Parciales: 24–15, 15–15, 32–13, 14–28             | Parciales: 24–15, 15–15, 32–13, 14–28 | Parciales: 24–15, 15–15, 32–13, 14–28        |                                                                                              |  |
|                        | Estadísticas L. Scola 22 L. Scola 9 N. Brussino 5 | Reporte Pts Reb Asts                  | Estadísticas 20 G. Girón 4 Varios 9 A. Pérez | Pabellón: Superdomo de La Rioja Árbitros: Cristiano Maranho Daniel García Nathaniel Saunders |  |

Tercera ventana
| 22 de febrero de 2019 | Puerto Rico                                       | 87–86                                             | Argentina                                             | San Juan                                                                                           |  |
| 20:00 (UTC–4)         | Parciales: 19–14, 14–15, 28–24, 21–29 (T.E.: 5–4) | Parciales: 19–14, 14–15, 28–24, 21–29 (T.E.: 5–4) | Parciales: 19–14, 14–15, 28–24, 21–29 (T.E.: 5–4)     | |  |
|                       | Estadísticas G. Clavell 21 J. Díaz 7 G. Browne 4  | Reporte Pts Reb Asts                              | Estadísticas 16 L. Redivo 7 N. Brussino 7 N. Brussino | Pabellón: Coliseo Roberto Clemente Árbitros: Matthew Leigh Kallio Michael Reed Scott Felipe Ibarra |  |

| 22 de febrero de 2019 | Estados Unidos                                      | 111–80                                | Panamá                                             | Greensboro                                                                                   |  |
| 19:00 (UTC–5)         | Parciales: 22–21, 31–25, 27–18, 31–16               | Parciales: 22–21, 31–25, 27–18, 31–16 | Parciales: 22–21, 31–25, 27–18, 31–16              |                                                                                              |  |
|                       | Estadísticas C. Reynolds 26 C. Onuaku 8 T. Trice 10 | Reporte Pts Reb Asts                  | Estadísticas 18 J. Carter 7 J. Carter 7 T. Gaskins | Pabellón: Greensboro Fieldhouse Árbitros: Michael Weiland Américo Rodríguez Sebastián Negrón |  |

| 22 de febrero de 2019 | México                                                | 88–77                                 | Uruguay                                               | Monterrey |  |
| 20:30 (UTC–6)         | Parciales: 19–16, 23–18, 18–13, 28–30                 | Parciales: 19–16, 23–18, 18–13, 28–30 | Parciales: 19–16, 23–18, 18–13, 28–30                 | |  |
|                       | Estadísticas L. Martínez 23 F. Benítez 8 V. Alvárez 7 | Reporte Pts Reb Asts                  | Estadísticas 18 L. Parodi 7 K. Wachsmann 5 G. Barrera | Pabellón: Gimnasio Nuevo León Unido Árbitros: Roberto Oliveros Rodrigo León Mejía Mesa Felipe Guillermo Valenzuela Barrera |  |

| 25 de febrero de 2019 | Estados Unidos                                      | 84–83                                 | Argentina                                             | Greensboro                                                                                   |  |
| 19:00 (UTC–5)         | Parciales: 22–14, 20–21, 17–30, 25–18               | Parciales: 22–14, 20–21, 17–30, 25–18 | Parciales: 22–14, 20–21, 17–30, 25–18                 |                                                                                              |  |
|                       | Estadísticas M. Frazier II 23 J. Adams 6 T. Trice 6 | Reporte Pts Reb Asts                  | Estadísticas 18 L. Redivo 6 N. Brussino 9 L. Faggiano | Pabellón: Greensboro Fieldhouse Árbitros: Cristiano Maranho Carlos Peralta Christian Wilmore |  |

| 25 de febrero de 2019 | Puerto Rico                                                     | 65–61                               | Uruguay                                                 | San Juan                                                                                     |  |
| 20:30 (UTC–4)         | Parciales: 9–19, 23–7, 14–15, 19–20                             | Parciales: 9–19, 23–7, 14–15, 19–20 | Parciales: 9–19, 23–7, 14–15, 19–20                     |                                                                                              |  |
|                       | Estadísticas G. Browne 16 R. Clemente y C. López 6 R. Sánchez 3 | Reporte Pts Reb Asts                | Estadísticas 19 E. Batista 10 M. Calfani 3 B. Fitipaldo | Pabellón: Coliseo Roberto Clemente Árbitros: Michael Weiland Marcos Benito Américo Rodríguez |  |

| 25 de febrero de 2019 | México                                                  | 78–61                                | Panamá                                                       | Monterrey                                                                                         |  |
| 20:30 (UTC–6)         | Parciales: 19–12, 22–19, 25–26, 12–4                    | Parciales: 19–12, 22–19, 25–26, 12–4 | Parciales: 19–12, 22–19, 25–26, 12–4                         |                                                                                                   |  |
|                       | Estadísticas L. Martínez 17 L. Martínez 11 V. Alvárez 7 | Reporte Pts Reb Asts                 | Estadísticas 13 T. Gaskins 6 J. Levy 4 J. Levy y E. Luzcando | Pabellón: Gimnasio Nuevo León Unido Árbitros: Andreia Silva José Melgarejo Norval Alfanscio Young |  |

### Grupo F
| Pos | Equipo                         | PJ | PG | PP | PF   | PC   | Dif  | Pts | Notas                                                  |
| --- | ------------------------------ | -- | -- | -- | ---- | ---- | ---- | --- | ------------------------------------------------------ |
| 1   | Canadá                         | 12 | 10 | 2  | 1115 | 833  | 282  | 22  | Clasificado para la Copa Mundial de Baloncesto de 2019 |
| 2   | Venezuela                      | 12 | 9  | 3  | 886  | 838  | 48   | 21  | Clasificado para la Copa Mundial de Baloncesto de 2019 |
| 3   | Brasil                         | 12 | 9  | 3  | 918  | 787  | 131  | 21  | Clasificado para la Copa Mundial de Baloncesto de 2019 |
| 4   | República Dominicana           | 12 | 7  | 5  | 979  | 921  | 58   | 19  | Posible mejor cuarto equipo                            |
| 5   | Islas Vírgenes Estadounidenses | 12 | 3  | 9  | 865  | 1016 | -151 | 15  |                                                        |
| 6   | Chile                          | 12 | 2  | 10 | 737  | 897  | -160 | 14  |                                                        |

Primera ventana
| 13 de septiembre de 2018 | Venezuela                                        | 87–73                                 | Islas Vírgenes Estadounidenses                                 | Caracas                                                                                                   |  |
| 18:30 (UTC-4)            | Parciales: 22–11, 15–17, 25–14, 25–31            | Parciales: 22–11, 15–17, 25–14, 25–31 | Parciales: 22–11, 15–17, 25–14, 25–31                          | |  |
|                          | Estadísticas J. Zamora 14 M. Ruíz 13 G. Vargas 9 | Reporte Pts Reb Asts                  | Estadísticas 26 G. Milligan 12 L. Smith 3 W. Hodge y A. Rivera | Pabellón: Gimnasio José Joaquín Papá Carrillo Árbitros: Alejandro Sánchez José Melgarejo Leonardo Zalazar |  |

| 13 de septiembre de 2018 | Canadá                                              | 85–77                                 | Brasil                                              | Laval                                                                      |  |
| 19:30 (UTC-4)            | Parciales: 22–19, 19–14, 23–23, 21–21               | Parciales: 22–19, 19–14, 23–23, 21–21 | Parciales: 22–19, 19–14, 23–23, 21–21               |                                                                            |  |
|                          | Estadísticas K. Olynyk 20 K. Olynyk 19 C. Joseph 10 | Reporte Pts Reb Asts                  | Estadísticas 18 L. Barbosa 10 A. Lima 12 M. Huertas | Pabellón: Place Bell Árbitros: Jorge Vázquez Steven Anderson Omar Bermúdez |  |

| 13 de septiembre de 2018 | República Dominicana                                        | 71–46                               | Chile                                                       | Santo Domingo                                                                          |  |
| 20:30 (UTC-4)            | Parciales: 13–8, 15–16, 20–13, 23–9                         | Parciales: 13–8, 15–16, 20–13, 23–9 | Parciales: 13–8, 15–16, 20–13, 23–9                         |                                                                                        |  |
|                          | Estadísticas V. Liz 17 A. Delgado 12 E. Báez y J.M. Suero 4 | Reporte Pts Reb Asts                | Estadísticas 12 S. Suárez 6 S. Herrera y M. Suárez 2 Varios | Pabellón: Palacio de los Deportes Árbitros: Roberto Vázquez Anthony Jordan Julio Anaya |  |

| 16 de septiembre de 2018 | Venezuela                                           | 79–78                                               | República Dominicana                                | Valencia                                                                             |  |
| 17:00 (UTC-4)            | Parciales: 15–16, 18–22, 16–12, 19–18 (T.E.: 11–10) | Parciales: 15–16, 18–22, 16–12, 19–18 (T.E.: 11–10) | Parciales: 15–16, 18–22, 16–12, 19–18 (T.E.: 11–10) |                                                                                      |  |
|                          | Estadísticas J. Vargas 21 M. Ruíz 11 H. Guillent 6  | Reporte Pts Reb Asts                                | Estadísticas 25 V. Liz 10 A. Delgado 2 E. Báez      | Pabellón: Forum de Valencia Árbitros: Fabricio Vito Juan Fernández Krishna Domínguez |  |

| 16 de septiembre de 2018 | Brasil | 20–0    | Islas Vírgenes Estadounidenses | Goiânia                                                                                   |  |
| 21:00 (UTC-3)            |        |         |                                |                                                                                           |  |
|                          |        | Reporte |                                | Pabellón: Goiânia Arena Árbitros: Roberto Vázquez Grant Alexander Todey Gonzalo Salgueiro |  |

| 17 de septiembre de 2018 | Chile                                                | 61–84                                 | Canadá                                           | Valdivia |  |
| 20:00 (UTC-3)            | Parciales: 16–23, 14–20, 16–23, 15–18                | Parciales: 16–23, 14–20, 16–23, 15–18 | Parciales: 16–23, 14–20, 16–23, 15–18            | |  |
|                          | Estadísticas F. Morales 17 I. Carrión 7 F. Morales 5 | Reporte Pts Reb Asts                  | Estadísticas 17 J. Anthony 7 M. Ejim 7 D. Notice | Pabellón: Coliseo Municipal Antonio Azurmendy Riveros Árbitros: Alejandro Sánchez Jesed Díaz Leonardo Zalazar |  |

Segunda ventana
| 30 de noviembre de 2018 | Brasil                                            | 100–82                                | República Dominicana                            | São Paulo                                                                            |  |
| 19:15 (UTC–2)           | Parciales: 24–16, 34–23, 24–22, 18–21             | Parciales: 24–16, 34–23, 24–22, 18–21 | Parciales: 24–16, 34–23, 24–22, 18–21           |                                                                                      |  |
|                         | Estadísticas L. Barbosa 20 A. Lima 9 L. Barbosa 4 | Reporte Pts Reb Asts                  | Estadísticas 15 V. Liz 6 J. Araujo 5 R. Mendoza | Pabellón: Ginásio Wlamir Marques Árbitros: Roberto Vázquez Fabricio Vito Julio Anaya |  |

| 30 de noviembre de 2018 | Venezuela                                               | 84–76                                 | Canadá                                               | Caracas |  |
| 18:15 (UTC–4)           | Parciales: 17–17, 20–20, 22–18, 25–21                   | Parciales: 17–17, 20–20, 22–18, 25–21 | Parciales: 17–17, 20–20, 22–18, 25–21                | |  |
|                         | Estadísticas J. Vargas 15 G. Echenique 12 H. Guillent 8 | Reporte Pts Reb Asts                  | Estadísticas 21 K. Wiltjer 10 J. Anthony 5 D. Notice | Pabellón: Gimnasio José Joaquín Papá Carrillo Árbitros: Leandro Lezcano Leonardo Damián Zalazar Andrés Bartel |  |

| 30 de noviembre de 2018 | Chile                                                | 81–63                                | Islas Vírgenes Estadounidenses                  | Valdivia |  |
| 21:30 (UTC–3)           | Parciales: 18–18, 30–9, 14–22, 19–14                 | Parciales: 18–18, 30–9, 14–22, 19–14 | Parciales: 18–18, 30–9, 14–22, 19–14            | |  |
|                         | Estadísticas S. Herrera 26 M. Suárez 16 F. Morales 9 | Reporte Pts Reb Asts                 | Estadísticas 22 I. Aska 7 I. Aska 2 G. Milligan | Pabellón: Coliseo Municipal Antonio Azurmendy Riveros Árbitros: Alejandro Sánchez Omar Bermúdez Grant Alexander Todey |  |

| 3 de diciembre de 2018 | Brasil                                          | 67–94                                 | Canadá                                                          | São Paulo                                                                                |  |
| 20:00 (UTC–2)          | Parciales: 20–18, 14–27, 18–31, 15–18           | Parciales: 20–18, 14–27, 18–31, 15–18 | Parciales: 20–18, 14–27, 18–31, 15–18                           |                                                                                          |  |
|                        | Estadísticas M. Sousa 17 A. Lima 6 S. Machado 6 | Reporte Pts Reb Asts                  | Estadísticas 25 K. Wiltjer 7 K. Wiltjer y K. Landry 6 P. Scrubb | Pabellón: Ginásio Wlamir Marques Árbitros: Jorge Vázquez Alejandro Sánchez Omar Bermúdez |  |

| 3 de diciembre de 2018 | Islas Vírgenes Estadounidenses                           | 76–77                                 | Venezuela                                                           | Saint Thomas                                                                         |  |
| 18:15 (UTC–4)          | Parciales: 14–12, 21–22, 22–22, 19–21                    | Parciales: 14–12, 21–22, 22–22, 19–21 | Parciales: 14–12, 21–22, 22–22, 19–21                               |                                                                                      |  |
|                        | Estadísticas G. Milligan 22 G. Milligan 13 G. Milligan 3 | Reporte Pts Reb Asts                  | Estadísticas 16 J. Zamora 15 G. Echenique 6 G. Vargas y H. Guillent | Pabellón: Sports and Fitness Center Árbitros: Roberto Vázquez Jesed Díaz Julio Anaya |  |

| 3 de diciembre de 2018 | Chile                                              | 65–74                                 | República Dominicana                              | Valdivia |  |
| 20:30 (UTC–3)          | Parciales: 11–18, 17–26, 12–11, 25–19              | Parciales: 11–18, 17–26, 12–11, 25–19 | Parciales: 11–18, 17–26, 12–11, 25–19             | |  |
|                        | Estadísticas S. Herrera 17 M. Suárez 10 D. Silva 3 | Reporte Pts Reb Asts                  | Estadísticas 20 R. Mendoza 13 M. Rhett 5 J. Suero | Pabellón: Coliseo Municipal Antonio Azurmendy Riveros Árbitros: Leandro Lezcano Leonardo Damián Zalazar Andrés Bartel |  |

Tercera ventana
| 21 de febrero de 2019 | Canadá                                                    | 85–46                               | Chile                                               | San Juan de Terranova                                                           |  |
| 19:00 (UTC–3:30)      | Parciales: 16–9, 18–12, 29–16, 22–9                       | Parciales: 16–9, 18–12, 29–16, 22–9 | Parciales: 16–9, 18–12, 29–16, 22–9                 |                                                                                 |  |
|                       | Estadísticas B. Heslip 14 K. Wiltjer 14 K. Kajami-Keane 5 | Reporte Pts Reb Asts                | Estadísticas 11 S. Herrera 8 M. Suárez 4 S. Herrera | Pabellón: Mile One Centre Árbitros: Roberto Vázquez Leandro Lezcano Julio Anaya |  |

| 21 de febrero de 2019 | Islas Vírgenes Estadounidenses                           | 80–104                                | Brasil                                              | Saint Thomas                                                                                                   |  |
| 19:00 (UTC–4)         | Parciales: 20–22, 17–29, 21–27, 22–26                    | Parciales: 20–22, 17–29, 21–27, 22–26 | Parciales: 20–22, 17–29, 21–27, 22–26               | |  |
|                       | Estadísticas G. Milligan 25 G. Milligan 11 G. Milligan 4 | Reporte Pts Reb Asts                  | Estadísticas 22 M. Sousa 10 R. Mineiro 8 Y. Matheus | Pabellón: Sports and Fitness Center Árbitros: Leonardo Damián Zalazar Christian Wilmore Norval Alfanscio Young |  |

| 21 de febrero de 2019 | República Dominicana                              | 72–67                                | Venezuela                                             | Santo Domingo                                                                              |  |
| 20:30 (UTC–4)         | Parciales: 22–13, 12–19, 12–9, 26–26              | Parciales: 22–13, 12–19, 12–9, 26–26 | Parciales: 22–13, 12–19, 12–9, 26–26                  |                                                                                            |  |
|                       | Estadísticas J. García 16 R. Mendoza 5 R. Ramón 6 | Reporte Pts Reb Asts                 | Estadísticas 26 G. Vargas 8 G. Vargas 4 N. Colmenares | Pabellón: Palacio de los Deportes Árbitros: Fabricio Vito Krishna Domínguez José Melgarejo |  |

| 24 de febrero de 2019 | Canadá                                              | 95–55                                | Venezuela                                                           | San Juan de Terranova                                                                              |  |
| 16:00 (UTC–3:30)      | Parciales: 24–8, 21–15, 27–17, 23–15                | Parciales: 24–8, 21–15, 27–17, 23–15 | Parciales: 24–8, 21–15, 27–17, 23–15                                | |  |
|                       | Estadísticas K. Wiltjer 19 K. Wiltjer 8 P. Scrubb 8 | Reporte Pts Reb Asts                 | Estadísticas 10 Y. Sifontes 9 W. Graterol 3 H. Guillent y G. Vargas | Pabellón: Mile One Centre Árbitros: Jorge Vázquez Leonardo Damián Zalazar Alejandro Sánchez Varela |  |

| 24 de febrero de 2019 | Islas Vírgenes Estadounidenses                        | 64–59                                 | Chile                                                        | Saint Thomas                                                                         |  |
| 19:00 (UTC–4)         | Parciales: 18–15, 12–16, 13–16, 21–12                 | Parciales: 18–15, 12–16, 13–16, 21–12 | Parciales: 18–15, 12–16, 13–16, 21–12                        |                                                                                      |  |
|                       | Estadísticas G. Milligan 26 L. Smith 14 G. Milligan 7 | Reporte Pts Reb Asts                  | Estadísticas 14 I. Carrion 7 I. Arroyo y D. Silva 6 D. Silva | Pabellón: Sports and Fitness Center Árbitros: Fabricio Vito Jesed Díaz Andrés Bartel |  |

| 25 de febrero de 2019 | República Dominicana                           | 63–71                                 | Brasil                                            | Santo Domingo                                                                            |  |
| 20:30 (UTC–4)         | Parciales: 20–17, 12–21, 16–12, 15–21          | Parciales: 20–17, 12–21, 16–12, 15–21 | Parciales: 20–17, 12–21, 16–12, 15–21             |                                                                                          |  |
|                       | Estadísticas E. Vargas 15 E. Vargas 9 V. Liz 4 | Reporte Pts Reb Asts                  | Estadísticas 14 Y. Matheus 12 A. Varejao 7 R. Luz | Pabellón: Palacio de los Deportes Árbitros: Leandro Lezcano Juan Fernández Omar Bermúdez |  |

### Mejor cuarto equipo
| Pos | Equipo               | Grupo | PJ | PG | PP | PF  | PC  | Dif | Pts | Notas                                                  |
| --- | -------------------- | ----- | -- | -- | -- | --- | --- | --- | --- | ------------------------------------------------------ |
| 1   | República Dominicana | F     | 12 | 7  | 5  | 979 | 921 | 58  | 19  | Clasificado para la Copa Mundial de Baloncesto de 2019 |
| 2   | Uruguay              | E     | 12 | 6  | 6  | 824 | 909 | -85 | 18  |                                                        |

## Clasificados
| Argentina | Brasil | Canadá | Estados Unidos | Puerto Rico | República Dominicana | Venezuela |